# Nawozówka bydlęca

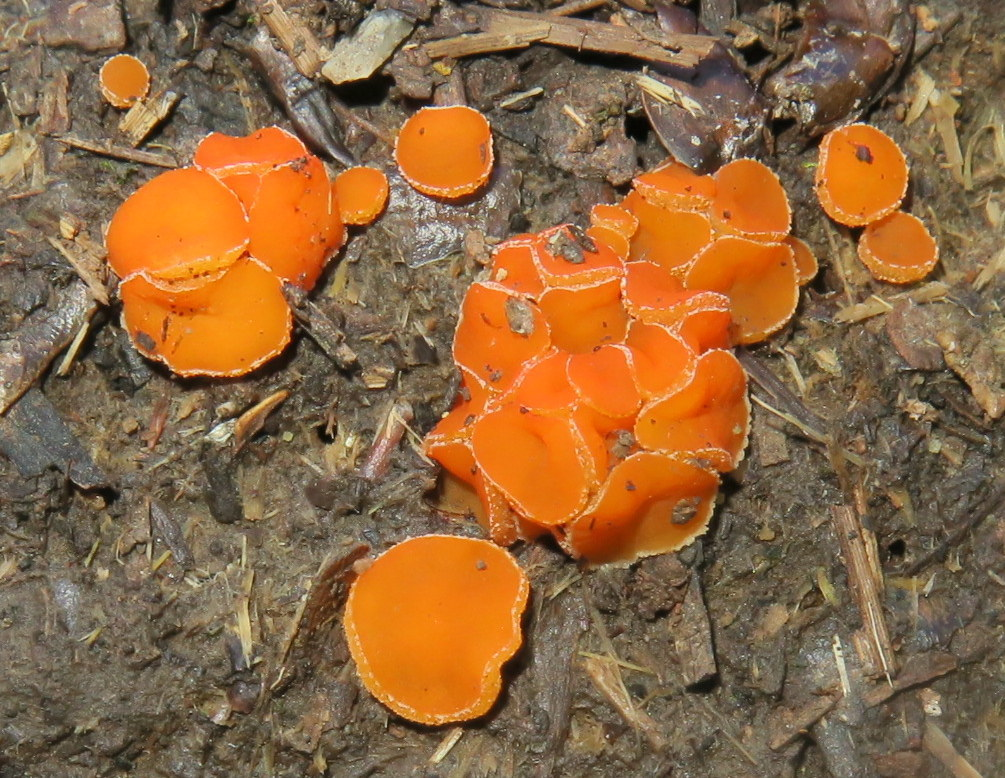

Nawozówka bydlęca (Cheilymenia granulata (Bull.) J. Moravec) – gatunek grzybów z rodziny Pyronemataceae.

## Systematyka
Pozycja w klasyfikacji według Index Fungorum:  Chaeilymenia, Pyronemataceae, Pezizales, Pezizomycetidae, Pezizomycetes, Pezizomycotina, Ascomycota, Fungi.
Po raz pierwszy opisał go w 1790 r. Jean Baptiste François Bulliard nadając mu nazwę Peziza granulata. Obecną, uznaną przez Index Fungorum nazwę, nadał mu Jiří Moravec w 1990 r.
Ma 37 synonimów. Są nimi wszystkie odmiany i formy. Niektóre z pozostałych to:

- Ascophanus granulatus (Bull.) Speg. 1878
- Ascophanus striatus K.S. Thind, E.K. Cash & Pr. Singh 1959
- Cheilymenia elaphorum (Rehm) W.Y. Zhuang & Zheng Wang 1998
- Cheilymenia sordida (J. Moravec) J. Moravec 1990
- Cheilymenia striata (K.S. Thind, E.K. Cash & Pr. Singh) J. Moravec 1990
- Coprobia granulata (Bull.) Boud. 1907
- Coprobia striata (K.S. Thind, E.K. Cash & Pr. Singh) Waraitch 1977
- Humaria granulata (Bull.) Quél. 1886
- Thelebolus striatus (K.S. Thind, E.K. Cash & Pr. Singh) K.S. Thind 1974[2].

W 2024 r. Komisja ds. Polskiego Nazewnictwa Grzybów przy Polskim Towarzystwie Mykologicznym dla synonimu Coprobia granulata nadała polską nazwę nawozówka bydlęca. Jest niespójna z aktualną nazwą naukową.

## Morfologia
Owocniki
Typu apotecjum (miseczka) o średnicy 2–6(10) mm. Powierzchnia wewnętrzna (hymenialna) pomarańczowa lub w różnych odcieniach od żółtej do czerwonej. Powierzchnia zewnętrzna ziarnista z krótkimi, szklistymi włoskami.
Cechy mikroskopowe
Zarodniki 12,5–17,5 × 6,5–8,5 μm, podłużnie prążkowane. Spektakularne i typowo bardzo główkowate parafizy.
Gatunki podobne
Podobne są Cheilymenia stercorea, Cheilymenia fimicola i Cheilymenia theleboloides. Również wytwarzają na łajnie pomarańczowe apotecja, ale Ch. granulata odróżnia się od nich, ale brakiem włosków na brzegu owocnika i chropowatą powierzchnię zewnętrzną. Włośniczka tarczowata (Scutellinia scutellata) tworzy jasnopomarańczowe, kielichowate owocniki z wyraźnymi włoskami brzeżnymi, ale występuje na gnijącym drewnie, a nie na łajnie.

## Występowanie i siedlisko
Cheilymenia granulata występuje w Ameryce Północnej i Środkowej, Europie, Azji, Australii i na Nowej Zelandii. Gatunek pospolity. W Polsce M.A. Chmiel przytacza wiele stanowisk (jako Coprobia granulata), najstarsze podał Bogumir Eichler w 1902 r. Grzyb koprofilny występujący na odchodach zwierząt roślinożernych. Owocniki przez cały rok.
Grzyb niejadalny ze względu na miejsce występowania.